# حزب ملی زنان

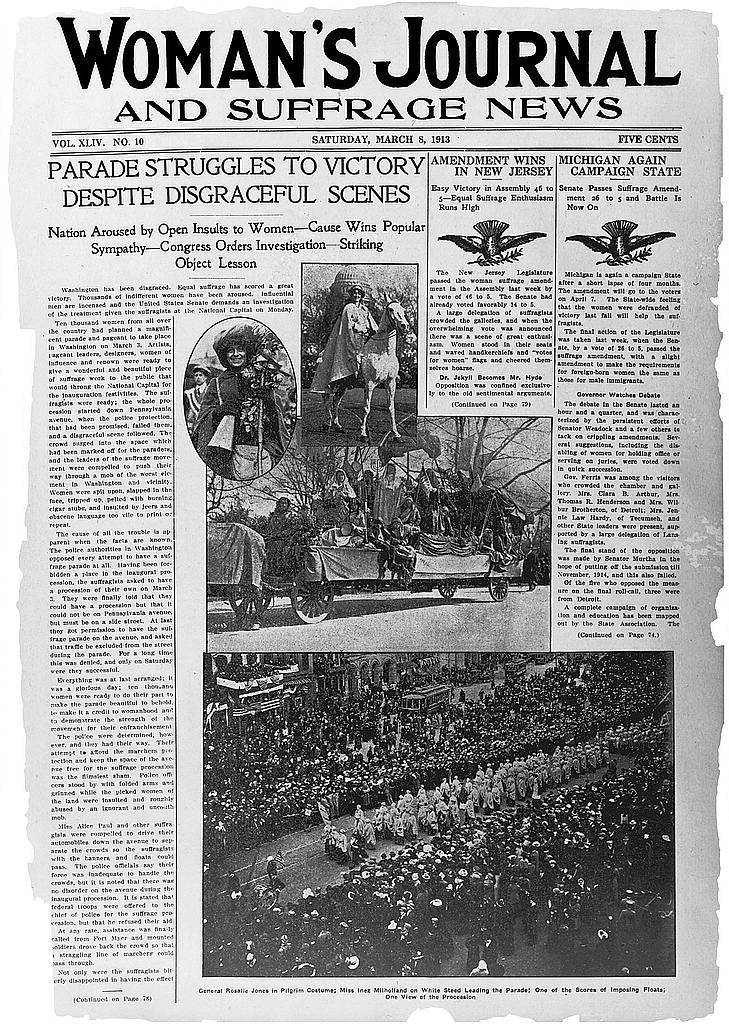
۸ مارس ۱۹۱۳ صفحه اول مجله زن

حزب ملی زنان (انگلیسی: National Woman's Party) یا (NWP) یک سازمان زنان آمریکایی بود که در سال ۱۹۱۶ به عنوان بخش رشد یافته انجمن ملی حق رای زنان آمریکایی در سال ۱۹۱۳ توسط آلیس پال و لوسی برنز با هدف دسترسی زنان به حق انتخابات شکل گرفت، تأسیس شد. حزب ملی زنان آمریکایی اولویت خود را به تصویب اصلاحیه قانون اساسی برای اطمینان یافتن از حق رأی زنان در سراسر ایالات متحده تعیین کرد.

## فعالیت‌ها
حزب ملی زنان، مانند اتحادیه کنگره، تحت رهبری آلیس پال بود. این حزب روش‌های گوناگون تبلیغاتی فعالان سافراجت بریتانیائی را فرا گرفت. استراتژی پال استفاده از تبلیغات برای باقی ماندن در قدرت بود. حزب ملی زنان از ژانویه سال ۱۹۱۷، آغاز بکار کرد. اعضای این حزب به عنوان معترضین خاموش جلوی کاخ سفید یا Silent Sentinels شناخته می‌شدند، و تلاشهایشان برای دست یابی به برابری را در خارج کاخ سفید ادامه می‌دادند.

## تأثیر جنگ جهانی اول
وقتی که انگلستان وارد جنگ جهانی اول شد مدافعان حق رای زنان در انگلستان نیز فعالیتهایشان را متوقف کردند و از جنگ انگلستان حمایت کردند ولی آلیس به فعالیت‌هایش ادامه داد تا اینکه آمریکا نیز در ششم آوریل سال ۱۹۱۷ وارد جنگ شد.
اعضای NWP عقیده داشتند که جنگ ایالات متحده در اروپا برای دموکراسی اشتباه است در حالی منافع نیمی از جمعیت آمریکا را در نظر نمی‌گیرد. همین بحث هم در اروپا وجود داشت. در کشورهای هم پیمان اروپا نیز حق رای زنان به رسمیت شناخته شده بود یا اینکه در حال به رسمیت شناختن این حق برای زنان بودند.

## نگارخانه

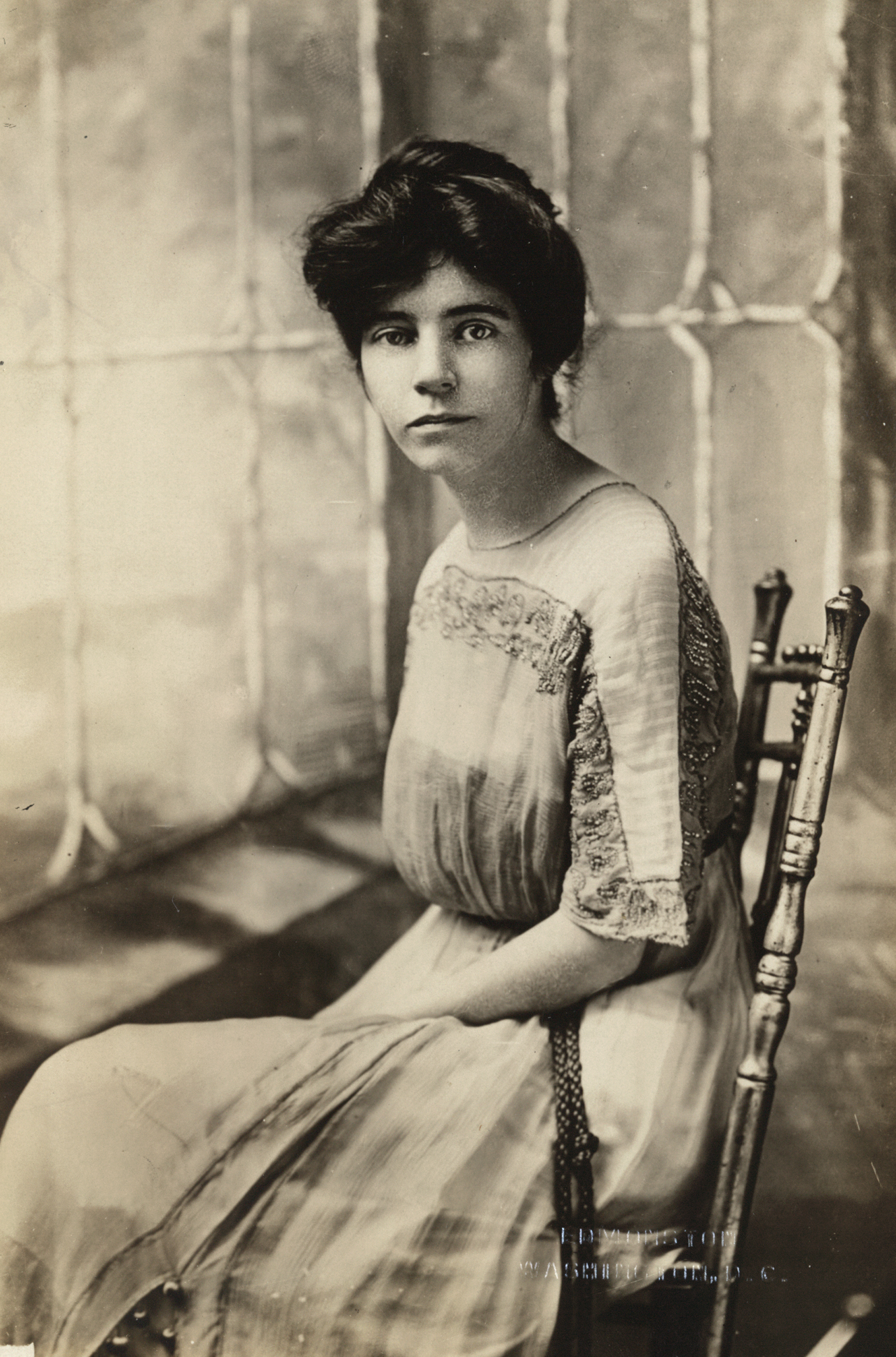
پرتره از آلیس پال، ۱۹۱۵
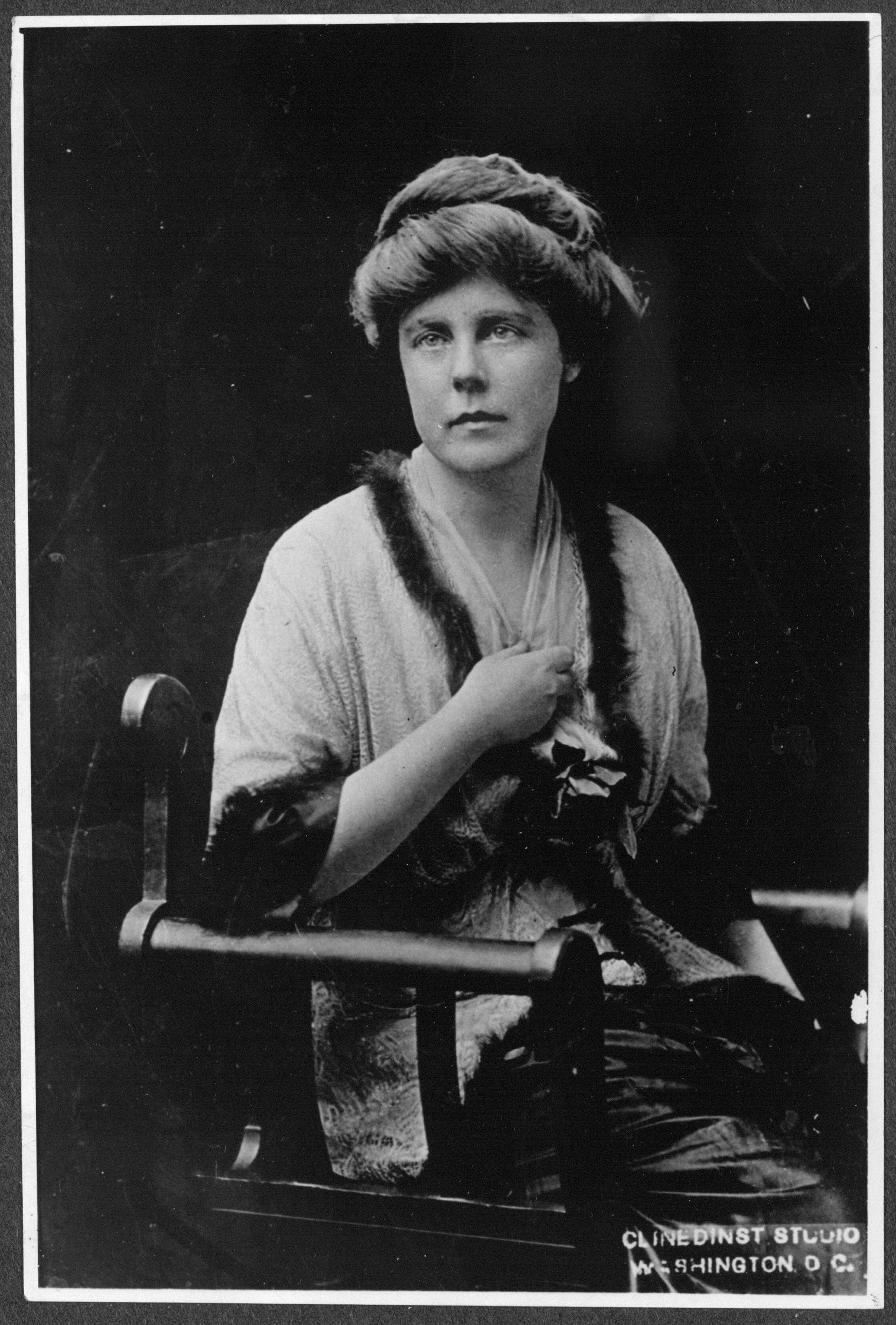
لوسی برنز، معاون رئیس اتحادیه کنگره، ۱۹۱۳
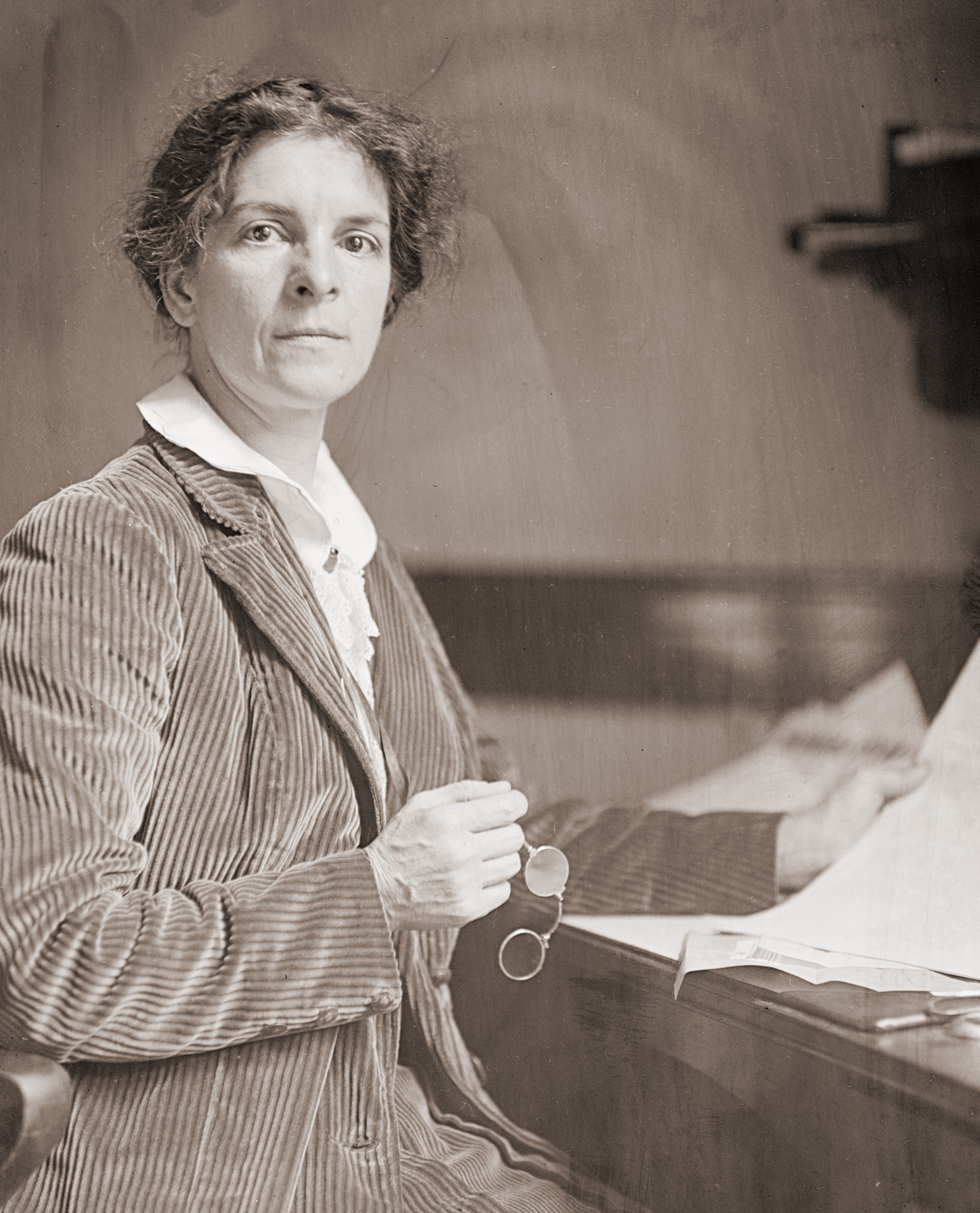
راتا چایلد درور، اولین ویرایشگر  The Suffragist